# Vallo di Nera

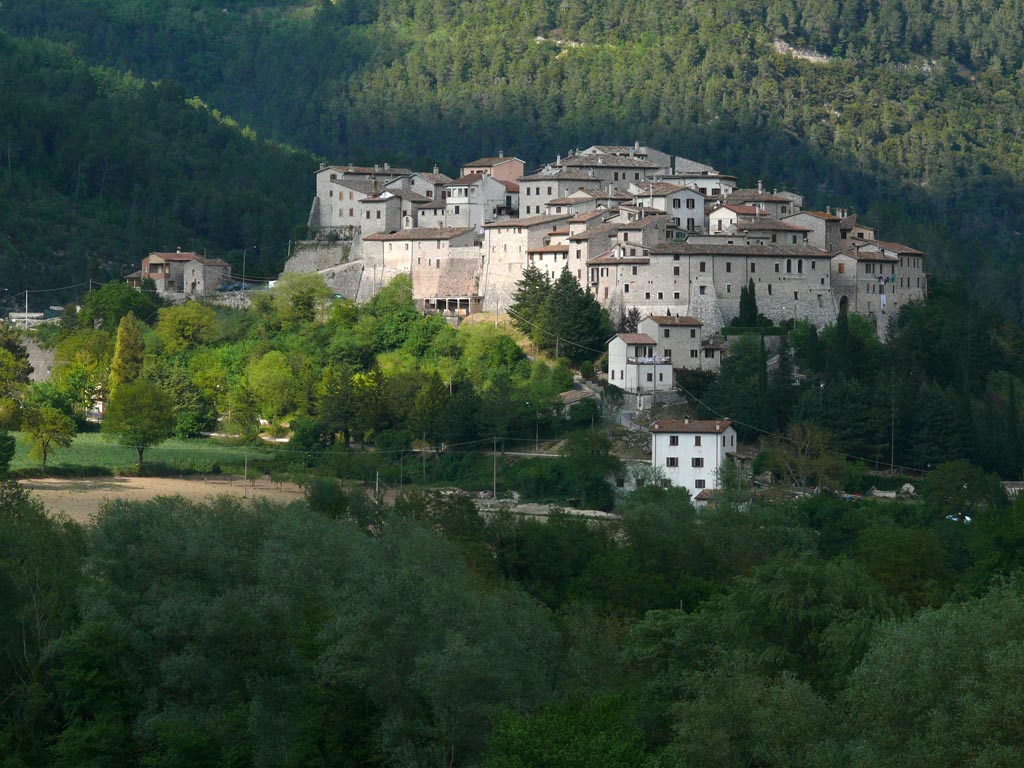
Vallo di Nera

Vallo di Nera là một đô thị ở Tỉnh Perugia trong vùng Umbria, có khoảng cách khoảng 60 km về phía đông nam của Perugia. Tại thời điểm ngày 31 tháng 12 năm 2004, đô thị này có dân số 446 người và diện tích là 36,0 km².
Vallo di Nera giáp các đô thị: Campello sul Clitunno, Cerreto di Spoleto, Poggiodomo, Sant'Anatolia di Narco, Spoleto.